# Мартин Петков (футболист, р. 2002)
Мартин Детелинов Петков е български професионален футболист, който играе като нападател в Ботев Враца

## Биография
Роден е на 15 август 2002 г. и е висок 177 м.

## Кариера
Петков прави своя състезателен дебют на възраст 16 години и 8 месеца, при загуба от 0: 2 срещу Лудогорец на 14 април 2019 г., когато влиза като смяна на Станислав Иванов. На 25 септември 2019 г. той отбелязва първия си официален гол за клуба при победата с 5 – 1 след гостуване срещу Спартак Варна в първия кръг на Купата на България.
На 14 юни 2020 г. в мач от последния редовен кръг на шампионата срещу Арда Кърджали Петков отбелязва първия си гол и в първенството на А група.